# Freycinetia latiauriculata
Freycinetia latiauriculata är en enhjärtbladig växtart som beskrevs av Ryozo Kanehira. Freycinetia latiauriculata ingår i släktet Freycinetia och familjen Pandanaceae. Inga underarter finns listade.